# Микросхема Clipper

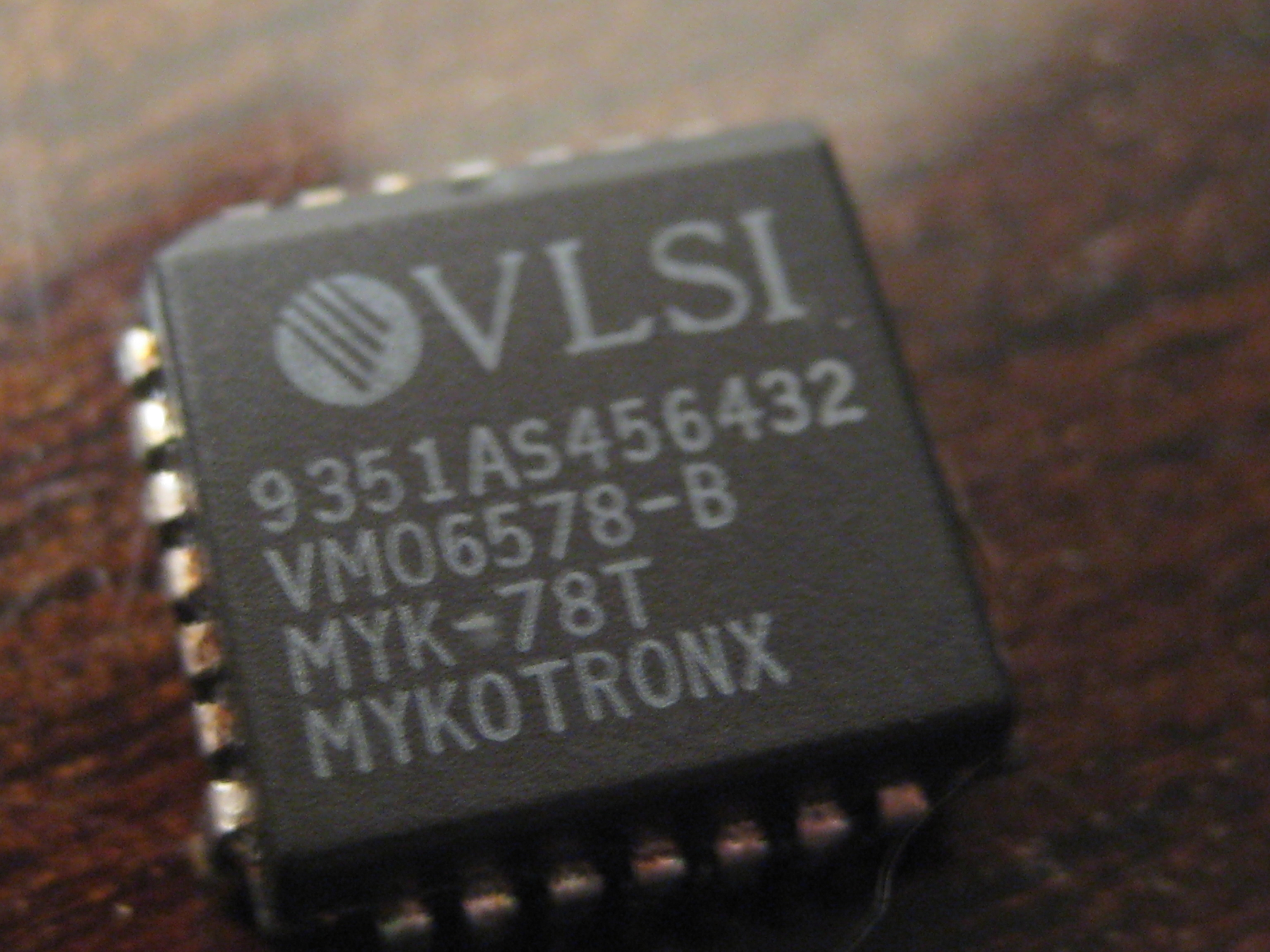
MYK-78 «Clipper chip»

Микросхема Clipper — устойчивый ко взлому чипсет со встроенным бэкдором для шифрования голосовых сообщений, разработанный в США Агентством национальной безопасности. Микросхема реализует алгоритм шифрования Skipjack в режиме OFB.

## История
Развитие криптографии привело к появлению различных современных систем защиты информации: криптосистемы с закрытым ключом, криптосистемы с открытым ключом, цифровая подпись, криптографические протоколы и т. д. Все это привело к тому, что правительство Соединенных Штатов стало беспокоиться, что больше никогда не сможет вести наблюдение и прослушку. Поэтому в 1993 АНБ объявило о создании некой технологии под названием «clipper chip», которую собирались встроить во все цифровые устройства передачи данных. Данная технология имела встроенный бэкдор, который бы позволил правительству США иметь доступ к информации на всех устройствах, поддерживающих данную технологию. Производством микросхем занялась компания VLSI Technology, а их программированием — Mykotronx. Единственным устройством с данным чипом стал телефон Model 3600 компании AT&T. 
АНБ открыто выступало с данной инициативой и предлагала исключительно добровольное встраивание данного чипа. Данная технология должна была решить проблемы, связанные с тем, что злоумышленники смогут свободно вести и планировать незаконную деятельность. Однако, данная инициатива столкнулась с волной критики, состоявшая в основном из следующих пунктов:
- Данная технология не была дешёвой: стоимость незапрограммированного чипа составляла 16 $, а запрограммированного — 26 $. Увеличение цен на все цифровые устройства на такую сумму сильно ударило бы по карманам простых американских граждан.
- Никто за пределами США больше не стал бы покупать цифровые устройства, содержимое которых смогло бы беспрепятственно просматривать правительство Соединенных Штатов, что очень сильно ударило бы по производителям.
- Несмотря на то, что прослушать устройство можно было только по постановлению суда, граждане Соединенных Штатов боялись нарушения неприкосновенности частной жизни.
- Данные чипы, хоть и производились устойчивыми ко взлому, были сильно уязвимы, вследствие чего злоумышленники могли получить доступ к конфиденциальной информации.

В конце концов данная инициатива была свернута в 1996 году из-за протестов со стороны граждан США и крупных IT-компаний, а также из-за большого числа уязвимостей данной системы, которые не позволяли использовать данные, полученные с помощью микросхемы, в суде.

## Описание технологии

### Алгоритм обмена сообщениями

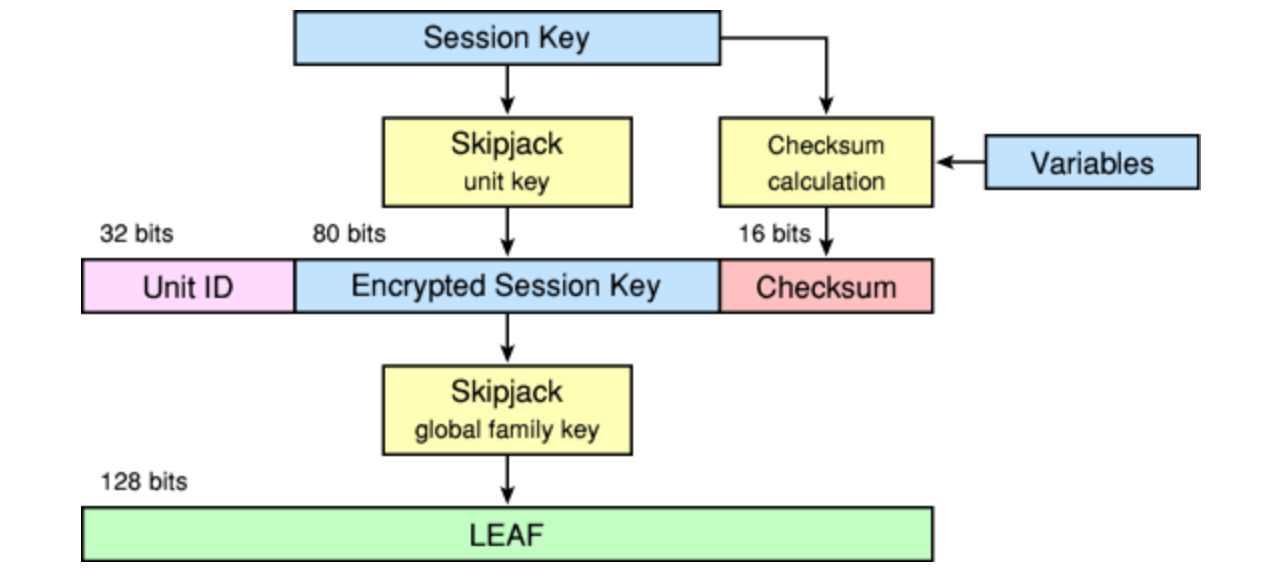
Схема формирования LEAF в Clipper Chip

Микросхема Clipper использует алгоритм Skipjack для шифрования сообщений пользователей в режиме OFB. Далее по протоколу Диффи — Хеллмана происходит формирование 80-битного сеансового ключа. Для идентификации пользователя перед отправкой сообщений происходит обмен полями доступа для выполнения закона (Law Enforcement Access Field, LEAF). LEAF формируется следующим образом:
- Сеансовый ключ шифруют с помощью Skipjack закрытым ключом пользователя.
- С помощью сеансового ключа формируют 16-битную контрольную сумму.
- Уникальный 32-битный идентификатор соединяют с зашифрованным 80-битным сеансовым ключом и 16-битной контрольной суммой.
- Полученное 128-битное число шифруют с помощью Skipjack общим для всех микросхем засекреченным ключом. LEAF получено.

После начинается обмен сообщениями.

### Депонирование сеансового ключа
Закрытые ключи пользователей делятся пополам и хранятся в двух различных организациях. Соответствующий правоохранительный орган запрашивает эти части ключа. Далее с помощью общего ключа расшифровывается LEAF. Полученным закрытым ключом расшифровывают сеансовый ключ. Сеансовым ключом расшифровывают сообщения пользователей.

## Безопасность
Существует несколько способов компрометировать данную систему таким образом, чтобы данные, полученные путем прослушивания, были непригодны для использования обвинением в суде.
Во-первых, если предварительно перед отправкой сообщения сжать его таким образом, что нельзя распознать, чей это был голос, то можно утверждать, что сообщение было подделано. Подделывание происходит следующим образом: если объединить зашифрованный и открытый текст с помощью XOR, то можно получить ключевой поток, который можно объединить с совершенно другим открытым текстом. Таким образом, данный довод можно использовать в суде, чтобы доказать непригодность данных как улики.
Во-вторых, можно использовать «втискивание», которое позволяет Алисе выдать себя за Боба. Алгоритм действий следующий: Алиса связывается с Бобом с помощью Clipper и сохраняет его копию LEAF вместе с сеансовым ключом, затем она звонит Кэрол (заранее известно, что Кэрол подслушивают) и выдает как сеансовый ключ, который идентичен сеансовому ключу Боба, а затем посылает его LEAF, таким образом выдавая себя за Боба. Получается, что даже если голос не будет похож на голос Боба, ему все равно придется доказывать в судебном порядке, что это был не он.